# Trichosetodes anavadya
Trichosetodes anavadya är en nattsländeart som beskrevs av Schmid 1987. Trichosetodes anavadya ingår i släktet Trichosetodes och familjen långhornssländor. Inga underarter finns listade i Catalogue of Life.